# Zoophthorus lucens
Zoophthorus lucens är en stekelart som först beskrevs av Hedwig 1961.  Zoophthorus lucens ingår i släktet Zoophthorus och familjen brokparasitsteklar. Inga underarter finns listade i Catalogue of Life.